# Отац на службеном путу
Отац на службеном путу је југословенски драмски филм из 1985. године режисера Емира Кустурице, који је написао Абдулах Сидран. Главне улоге тумаче дечак Морено де Бартоли, Мики Манојловић, Мирјана Карановић, Мустафа Надаревић и Мира Фурлан.
Радња филма, смештена након Титовог раскола са Стаљином 1948. године, прати просечну југословенску породицу, кроз очи њеног најмлађег члана, и последице на њихов живот након што отац породице бива послат у затвор због коментара који се интерпретира као критика власти.
Кустурица и Сидран су раније сарађивали на филму Сјећаш ли се Доли Бел? који је доживео велики успех у Југославији и у иностранству, освојивши Сребрног лава на Филмском фестивалу у Венецији и неколико награда на Филмском фестивалу у Пули. Отац на службеном путу се доказао као још већи успех, освојивши, између осталог, Златну палму на Филмском фестивалу у Кану, у том тренутку једну од најпрестижнијих филмских награда у Европи. Филм је такође номинован за награду Оскар за најбољи међународни филм.
Југословенска кинотека је 2016. године, у складу са својим овлашћењима, прогласила Отац на службеном путу за културно добро од великог значаја.

## Радња
У филму се описује Титов разлаз са Стаљином 1948. године, као и почетак не само ломова, већ и веома тешких година за многе југословенске комунисте.
Неопрезан коментар о новинарској карикатури је довољан да главни јунак доживи многе затворске несреће. Сада је његова породица присиљена да се бори и чека његов излазак из затвора. Филм прати прича из перспективе Малика, његовог млађег сина, који верује у причу своје мајке о татином одласку на службени пут.
Радња филма се дешава у Сарајеву, јуна 1950, време притиска СССР-а и земаља Информбироа на социјалистичку Југославију. Трговачки путник и комунист Меша велики је женскар, успркос томе што има привлачну жену и двоје деце која га воле. Љубавници Анкици дуго је лагао како ће се развести, но кад она напокон схвати да то никад неће учинити, пријави успутну Мешину примедбу о претеривању у антистаљинистичкој пропаганди ознашком челнику Зији, рођеном брату Мешине жене Сене. Зијо, којем Анкица постане прилежница, сместа пошаље Мешу у затвор, при чему деци кажу да је тата отишао на службени пут. Од тада млађи Мешин и Сенин син, шестогодишњи Малик, месечари.

## Улоге
| Глумац                | Улога                                        |
| --------------------- | -------------------------------------------- |
| Морено де Бартоли     | Малик                                        |
| Мики Манојловић       | Мехмед Меша                                  |
| Мирјана Карановић     | Сенија                                       |
| Мустафа Надаревић     | Зијах                                        |
| Мира Фурлан           | Анкица Видмар – „прва жена пилот на Балкану” |
| Предраг Лаковић       | Фрањо                                        |
| Павле Вуисић          | Музафер                                      |
| Слободан Алигрудић    | Остоја Цекић                                 |
| Ева Рас               | Илонка Петровић                              |
| Емир Хаџихафизбеговић | ујак                                         |
| Зоран Радмиловић      | Пилот                                        |
| Давор Дујмовић        | Мирза (старији Маликов брат)                 |
| Ацo Ђорчев            | др Љахов (као Александар Дорчев)             |

## Награде
Листа значајнијих награда које је филм освојио или за које је номинован:
| Награда                                              | Категорија                              | Номинација              | Резултат   |
| ---------------------------------------------------- | --------------------------------------- | ----------------------- | ---------- |
| Награде Канског филмског фестивала                   | Златна палма за најбољи филм            | Отац на службеном путу  | Освојено   |
| Награде Канског филмског фестивала                   | Награда међународних критичара FIPRESCI | Отац на службеном путу  | Освојено   |
| Награде Филмског фестивала у Пули                    | Велика златна арена                     | Отац на службеном путу  | Освојено   |
| Награде Филмског фестивала у Пули                    | Златна арена за режију                  | Емир Кустурица          | Освојено   |
| Награде Филмског фестивала у Пули                    | Златна арена за сценариј                | Абдулах Сидран          | Освојено   |
| Награде Филмског фестивала у Пули                    | Златна арена за женску улогу            | Мирјана Карановић       | Освојено   |
| Награде Филмског фестивала у Пули                    | Златна арена за мушку улогу             | Предраг Мики Манојловић | Освојено   |
| Награде Филмског фестивала у Пули                    | Награда филмске критике „Милтон Манаки” | Емир Кустурица          | Освојено   |
| Награде Филмског фестивала у Пули                    | Награда Ружа Пазинке                    | Мирјана Карановић       | Освојено   |
| Награде Филмског фестивала у Пули                    | Награда Јелен                           | Отац на службеном путу  | Освојено   |
| Награде Филмског фестивала у Пули                    | Златна врата Пуле                       | Отац на службеном путу  | Освојено   |
| Награде Фестивала —„ Филмски сусрети”                | Гран при „Ћеле кула”                    | Мирјана Карановић       | Освојено   |
| Награде Фестивала —„ Филмски сусрети”                | Награда Цар Константин                  | Предраг Мики Манојловић | Освојено   |
| Награде Фестивала —„ Филмски сусрети”                | Велика повеља за изузетну женску улогу  | Мира Фурлан             | Освојено   |
| Награде Фестивала —„ Филмски сусрети”                | Велика повеља за изузетну мушку улогу   | Мустафа Надаревић       | Освојено   |
| Награде Фестивала филмског сценарија у Врњачкој Бањи | Прва награда за сценарио                | Абдулах Сидран          | Освојено   |
| Награде Оскар                                        | Оскар за најбољи међународни филм       | Отац на службеном путу  | Номинација |
| Награде Златни глобус                                | Златни глобус за најбољи страни филм    | Отац на службеном путу  | Номинација |